# Один тиждень (фільм, 1920)
Один тиждень (англ. One Week) — американська німа кінокомедія Едварда Клайна 1920 року з Бастером Кітоном в головній ролі.

## Сюжет
Бастер і Сібіл щойно одружилися. Серед подарунків, які їм подарували, був пересувний будинок, який можна зібрати за тиждень. Але суперник Бастера в боротьбі за серце Сібіл підмінив номера на елементах конструкції будинку. Тепер зібрати його буде дуже нелегко.

## У ролях
- Бастер Кітон — наречений
- Сібіл Сілі — дружина
- Джо Робертс — суперник Бастера